# 阿韦龙-贝尔热勒
阿韦龙-贝尔热勒（法語：Avéron-Bergelle，法語發音：[aveʁɔ̃ bɛʁʒɛl]）是法国热尔省的一个市镇，属于米朗德区。该市镇于1821年由原市镇阿韦龙（Avéron）和贝尔热勒（Bergelle）合并而成。

## 地理
阿韦龙-贝尔热勒（43°44'41"N, 0°4'11"E）面积14.7 平方千米，位于法国奧克西塔尼大區热尔省，该省份为法国西南部内陆省份，北起顺时针与洛特-加龙省、塔恩-加龙省、上加龙省、上比利牛斯省、大西洋比利牛斯省和朗德省接壤。
与阿韦龙-贝尔热勒接壤的市镇（或旧市镇、城区）包括：艾尼昂、克拉旺塞尔、埃斯帕、卢贝达、芒谢、马尔古厄梅梅、塞阿耶。
阿韦龙-贝尔热勒的时区为UTC+01:00、UTC+02:00（夏令时）。

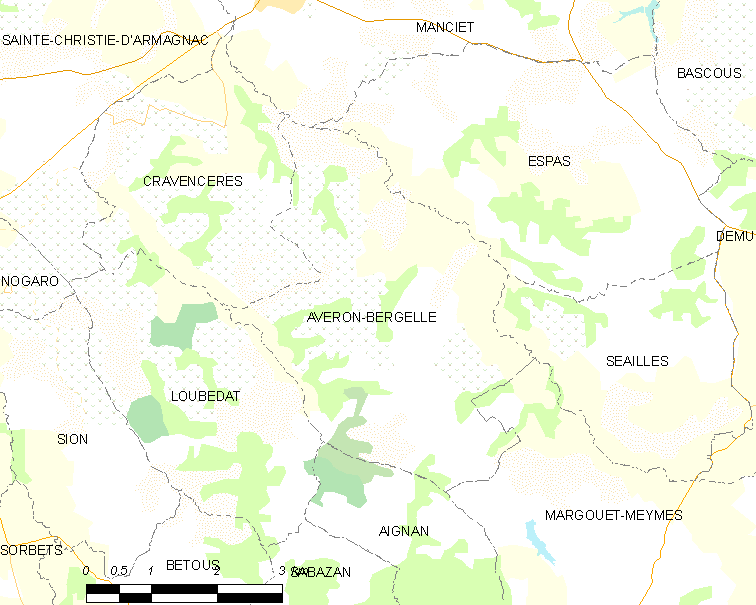
阿韦龙-贝尔热勒的OSM定位图

## 行政
阿韦龙-贝尔热勒的邮政编码为32290，INSEE市镇编码为32022。

## 政治
阿韦龙-贝尔热勒所属的省级选区为热尔阿杜尔县。

## 人口

1962-2008年间阿韦龙-贝尔热勒人口变化图示

阿韦龙-贝尔热勒于2022年1月1日时的人口数量为182人。